# Дубравино (Гомельская область)
Дубравино (бел. Дубравіна; до 30 июля 1964 года — Кобыличи) — деревня в Литвиновичском сельсовете Кормянского района Гомельской области Беларуси.
На севере граничит с лесом.

## География

### Расположение
В 12 км на север от Кормы, 67 км от железнодорожной станции Рогачёв (на линии Могилёв — Жлобин), в 122 км от Гомеля.

## Транспортная сеть
Транспортные связи по просёлочной, затем автомобильной дороге Корма — Литвиновичи. Планировка состоит из широтной улицы, которая на западе пересекается небольшой прямолинейной улицей, а на севере параллельно главной проходит ещё одна такая же улица. Застройка деревянная, неплотная, усадебного типа.

## История
Упоминается между 1598 и 1610 гг. как владение Вильковских при при продаже имения Таймоново. В XIX века деревня в Рогачёвском уезде Могилёвской губернии. В 1913 году действовала школа. В 1923 году открыта школа, которая разместилась в наёмном крестьянском доме. В 1931 году организован колхоз «Беларусь», работали ветряная мельница и кузница. Согласно переписи 1959 года в составе колхоза имени П. М. Лепешинского (центр — деревня Литвиновичи).

## Население

### Численность
- 2004 год — 30 хозяйств, 73 жителя.

### Динамика
- 1959 год — 437 жителей (согласно переписи).
- 2004 год — 30 хозяйств, 73 жителя.